# فرانسيسكو ألكاراز
فرانسيسكو ألكاراز (بالإسبانية: Francisco Alcaraz)‏ مواليد 4 أكتوبر 1960 في باراغواي، هو لاعب كرة قدم باراغواياني. يلعب في مركز الهجوم. سبق له أن لعب في كأس العالم لكرة القدم مع منتخب بلاده في مونديال عام 1986.

## المسيرة الاحترافية

### أندية لعب لها
- ناسيونال أسونسيون

## روابط خارجية
- فرانسيسكو ألكاراز على موقع قاعدة بيانات كرة القدم.إي يو (الإنجليزية)
- فرانسيسكو ألكاراز على موقع ناشيونال فوتبول تيمز (الإنجليزية)
- فرانسيسكو ألكاراز على موقع عالم كرة القدم.نت (الإنجليزية)